# MEC (Mediaagentur)
MEC (früher Mediaedge:cia) war eine Mediaagentur. Das Unternehmen gehörte mit 5.000 Mitarbeitern in 84 Ländern zu den weltweit größten Mediaagenturen, in Deutschland zählte sie nach Billings zu den größten vier. Zusammen mit MediaCom, Mindshare und Maxus bildete MEC die GroupM Holding, eine Tochtergesellschaft des WPP-Konzerns. Die Deutschlandzentrale hatte ihren Sitz in Düsseldorf. Daneben existierten noch drei weitere Standorte in Hamburg, München und Berlin. Ihren Ursprung hatte sie in der 2002 erfolgten Fusion der Agenturen CIA Medianetwork und The Media Edge.
MEC fusionierte zum 1. Januar 2018 im Rahmen eines Strukturierungsprozesses mit der Schwesteragentur Maxus zur neuen Agentur Wavemaker.

## Unternehmensprofil
Das Unternehmensportfolio umfasste nach Unternehmensangaben alle Bereiche der Kommunikations- und Mediaplanung sowie den Mediaeinkauf. Hierin enthalten waren Disziplinen wie z. B. Consumer Insight und Return on Investment, Digital-Marketing, Search-Marketing, Direct-Marketing, Sponsoring, Branded Content und Entertainment Marketing.

## Auszeichnungen
- 2013: Sieger beim Media-Youngsters-Wettbewerb 2013 des Deutschen Medienpreises[5]
- 2007: Global Media Agency of the Year (Mediaedge:cia) – AdWeek[6]
- 2007: Interactive Agency of the Year (MEC Interaction)- OMMA Magazine
- 2006: Global Media Agency of the Year (Mediaedge:cia) – AdWeek